# Glanda lui Bartholin
Glandele Bartholin (glandele vestibulare mari) reprezintă organe perechi ale vulvei (aparatul genital feminin). Sunt localizate simetric, în grosimea labiilor mari (buzele vaginale externe), la adâncimea de cca 1 cm sub piele. Glandele sunt, aproximativ, de mărimea și de forma boabelor de fasole. Au fost descrise pentru prima dată în secolul al XVII-lea de către anatomistul danez Caspar Bartholin.

## Structură
Glandele Bartholin sunt de formă ovoidală, cu lungimea de 1,5 cm și lățimea de 0,5 cm. Glandele sunt amplasate între vagin și bulbii clitoridieni, fiind parțial acoperite de către aceștia. Glandele sunt compuse din acine (dilatații sferice) mucilaginoase căptușite cu epiteliu columnar simplu sau cuboid. Canalele excretoare ale fiecărei glande are o lungime de 1,5-2,5 cm și se deschid pe părțile posterior-laterale față de orificiul vaginal, în șanțul labio-himenal (între himen și labiile mici). Canalele sunt alcătuite din epiteliu de tranziție, care se contopește cu epiteliu scuamos al vestibulului vaginal din apropierea orificiilor.
Embriologic, glandele Bartholin se dezvoltă din sinusul uro-gential și devin active după menarhă. Glandele sunt irigate de artera pudendală externă. Inervația este asigurată de nervul pudendal. Drenajul limfatic al glandelor Bartholin este realizat de ganglionii inghinali și pelvieni superficiali.

## Funcție
Secreția acestor glande contribuie la lubrifierea vulvei și orificiului vaginal în timpul actului sexual. Eliminarea mucusului se datorează contracției mușchiului bulbocavernos (bulbospongios) și presiunii exercitate asupra glandelor de către bulbii vestibulari, în urma dilatării cauzate de excitația sexuală.

## Omologie
Glandele lui Bartholin sunt organe omoloage cu glandele bulbouretrale la bărbați, responsabile de eliminarea lichidului preejaculator ce neutralizează aciditatea particulelor de urină rămase în uretră.

## Patologii

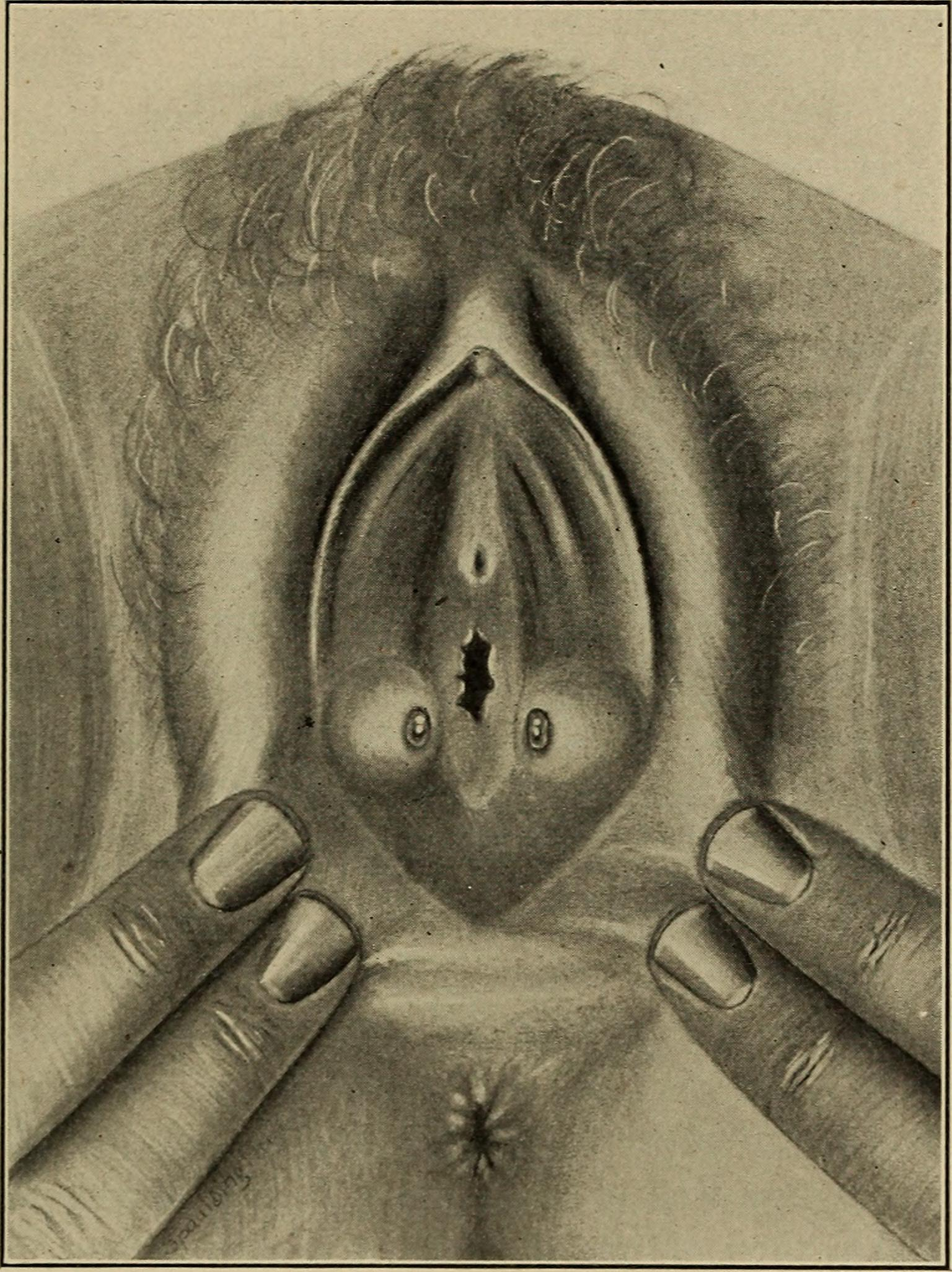
Abcese ale ambelor glande Bartholin

Acestea se pot inflama în momentul în care canalele ce fac legătura până la vagin se înfundă în rezultatul unei infecții, dar nu neapărat, formele ușoare putând apărea și în urma unei banale răceli. Deși, în mod normal, nu se simt sub piele, dar în cazul în care aceasta se inflamează, glandele Bartholin se măresc în volum și devin palpabile.
Tratamentul este bazat în formele ușoare pe ibuprofen sau eventual antibiotice. În cazurile grave este necesară extirparea glandei prin intermediul unei intervenții chirurgicale minore.